# Monte Carlo Open 1971
Il Monte Carlo Open 1971 è stato un torneo di tennis giocato sulla terra rossa. È stata la 64ª edizione del Monte Carlo Open, che fa parte del Pepsi-Cola Grand Prix 1971. Si è giocato al Monte Carlo Country Club di Roquebrune-Cap-Martin in Francia vicino a Monte Carlo, dal 5 al 12 aprile 1971.

## Campioni

### Singolare
Ilie Năstase ha battuto in finale  Tom Okker con il punteggio di 3–6, 8–6, 6–1, 6–1.

### Doppio
Ilie Năstase /  Ion Țiriac hanno battuto in finale  Tom Okker /  Roger Taylor con il punteggio di 1–6, 6–3, 6–3, 8–6.